# Manado
Manado (alternativt Menado) är en stad på nordöstra Sulawesi i Indonesien. Den är administrativ huvudort för provinsen Sulawesi Utara och har cirka 430 000 invånare.